# ラウペン郡
かつて存在したラウペン郡（ラウペンぐん、独: Amtsbezirk Laupen）は、スイスのベルン州にあった郡（Amtsbezirk、アムツ・ベツィルク）。2010年1月1日に他郡と合併してベルン＝ミッテルラント区（Verwaltungskreis Bern-Mittelland）となった。郡都はラウペンで、87.70 km2の面積に11の基礎自治体があった。2008年12月31日現在で、14,507人が居住していた。

## 基礎自治体の一覧

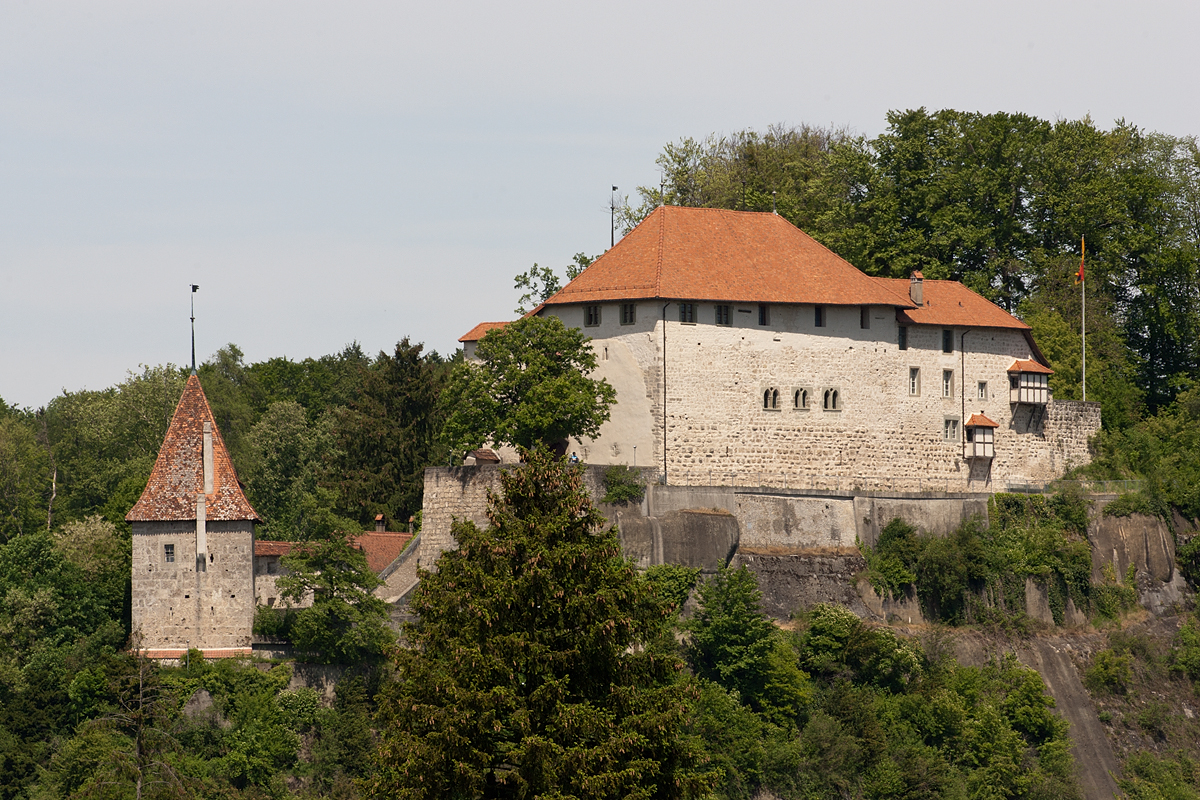
ラウペンのラウペン城
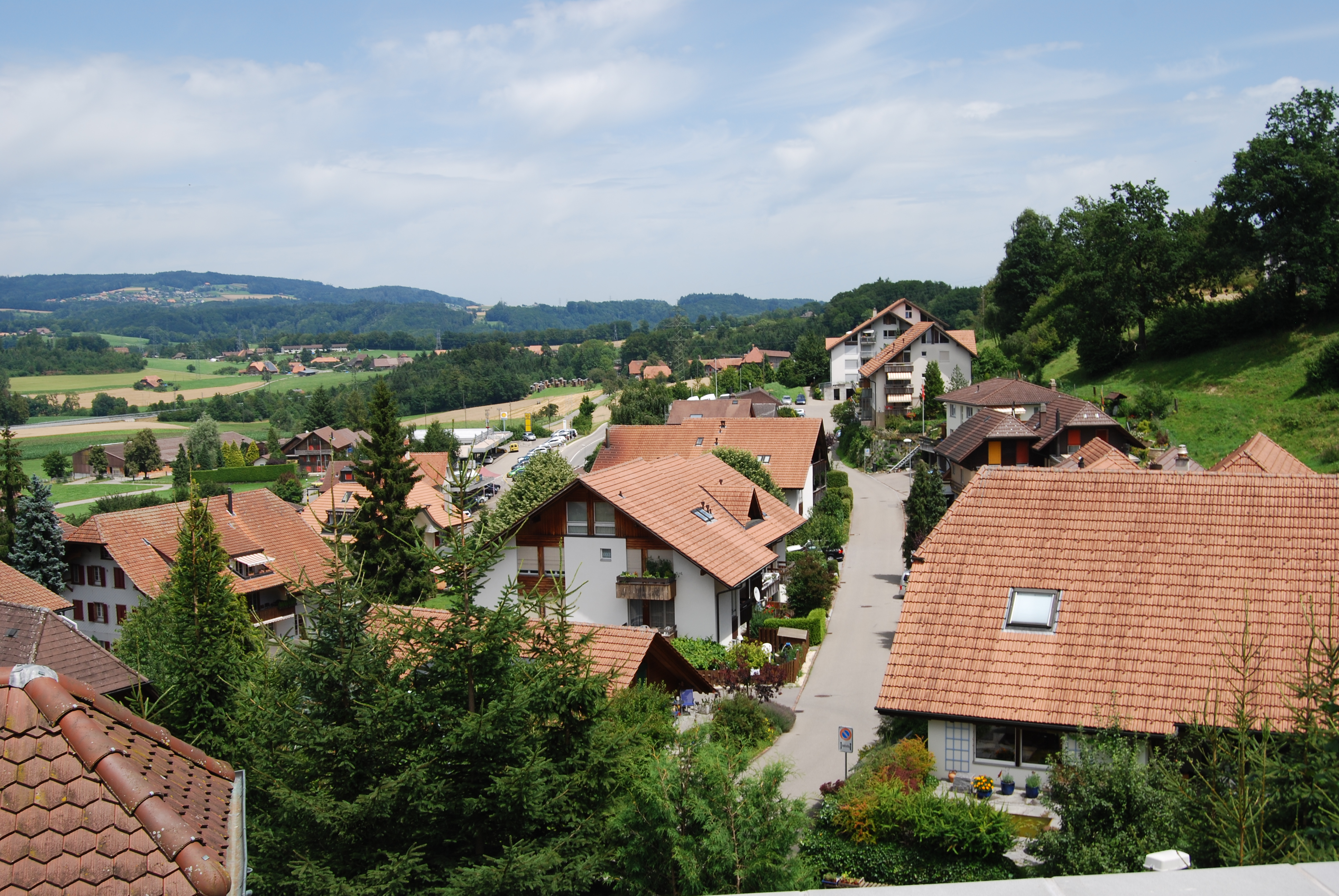
ミューレベルク
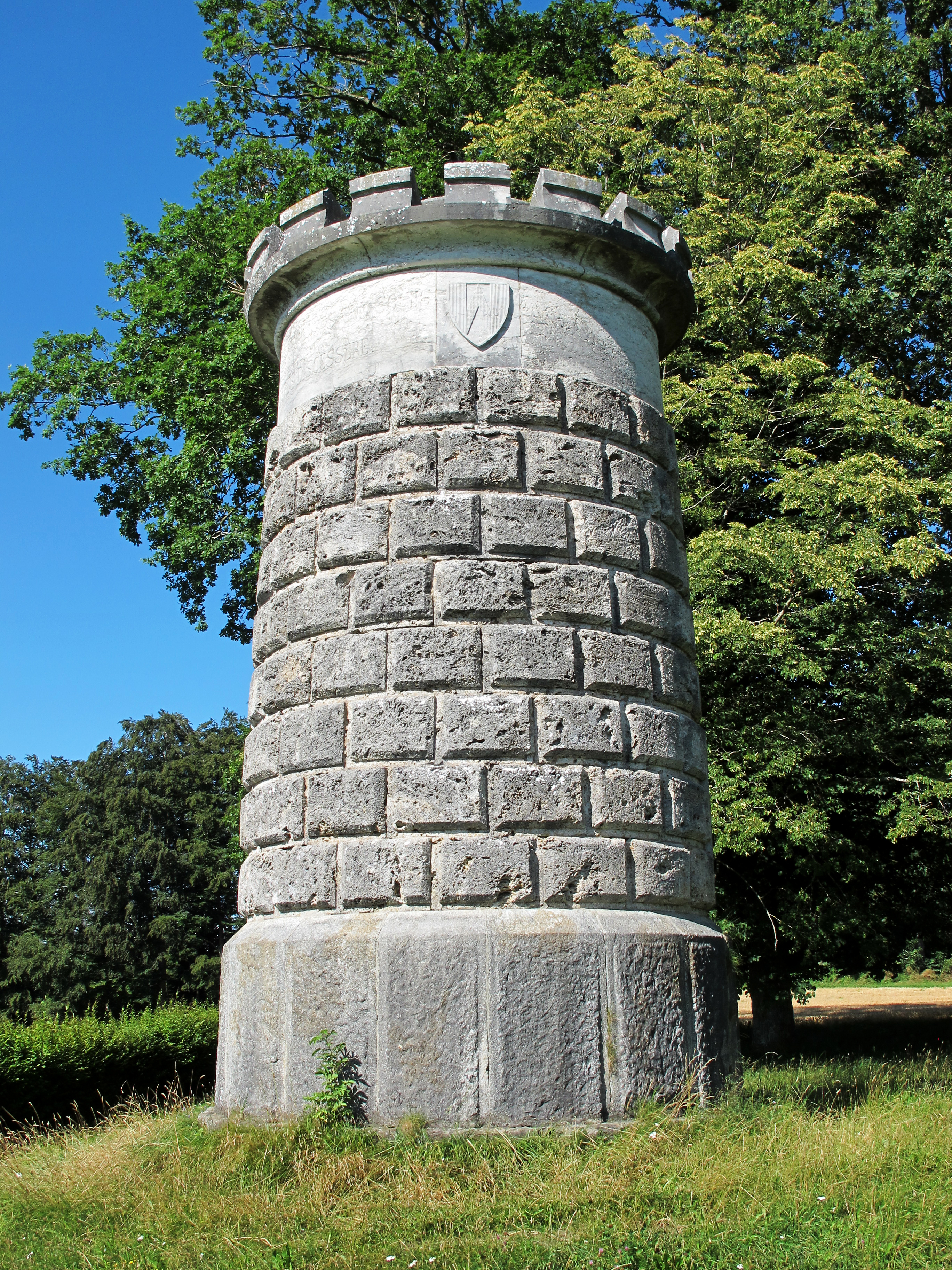
ノイエネックのブラムベルクにあるラウペンの戦い記念碑
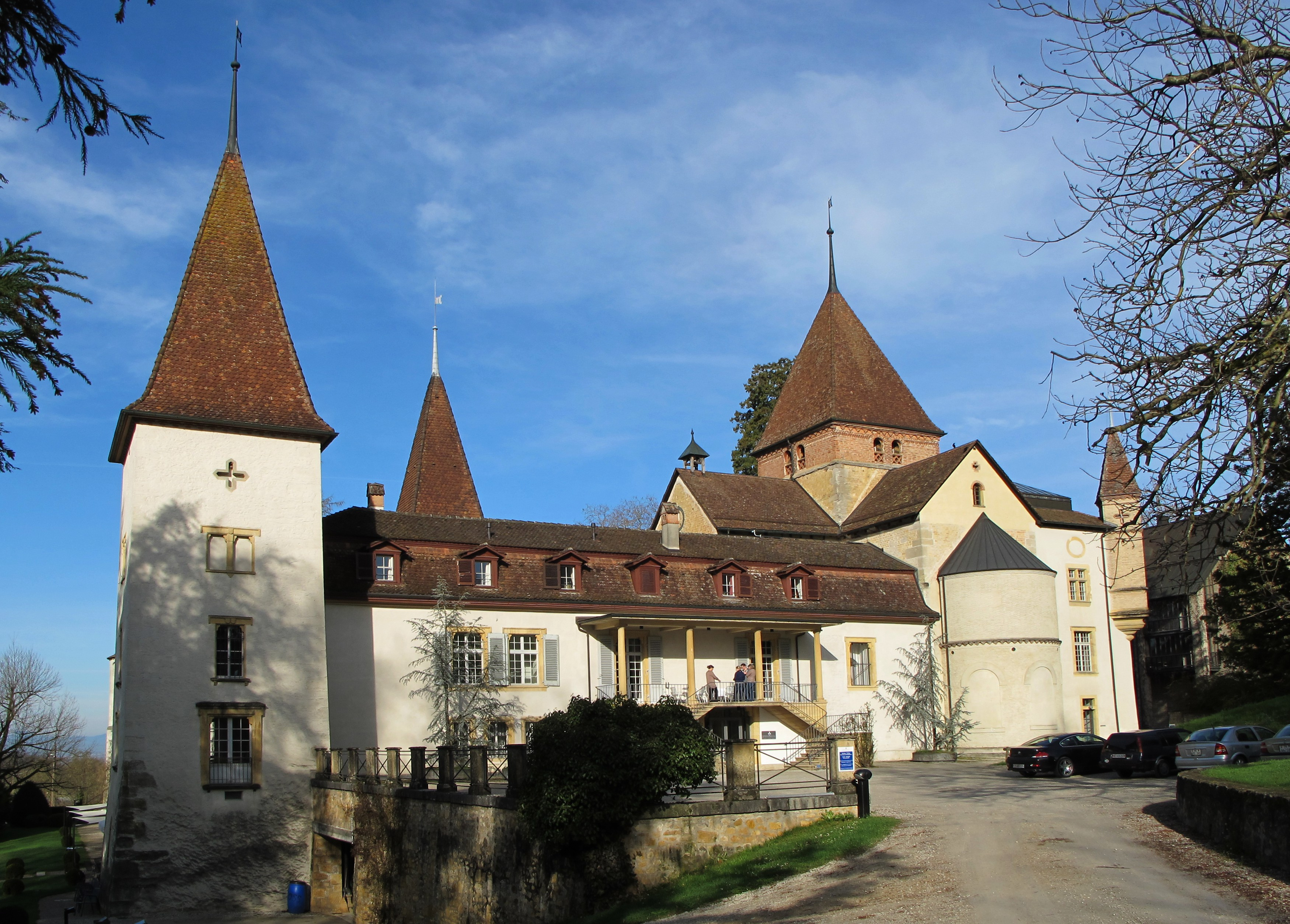
ミュンヒェンヴィラーのミュンヒェンヴィラー城

| 名称                                   | 人口 2008年 12月31日 | 面積 （km2） | 人口密度 （人/km2） |
| -------------------------------------- | -------------------- | ------------ | ------------------- |
| ラウペン（Laupen）                     | 2,779                | 4.13         | 673                 |
| ノイエネック（Neuenegg）               | 4,773                | 21.83        | 219                 |
| クリーヒェンヴィル（Kriechenwil）      | 401                  | 4.74         | 85                  |
| フェーレンバルム（Ferenbalm）          | 1,242                | 9.17         | 135                 |
| ミューレベルク（Mühleberg）            | 2,640                | 26.26        | 101                 |
| フラウエンカッペレン（Frauenkappelen） | 1,272                | 9.29         | 137                 |
| グールブリュ（Gurbrü）                 | 257                  | 1.86         | 138                 |
| ヴィラーロルティゲン（Wileroltigen）   | 404                  | 4.15         | 97                  |
| ゴーラテン（Golaten）                  | 291                  | 2.79         | 104                 |
| ミュンヒェンヴィラー（Münchenwiler）   | 399                  | 2.48         | 161                 |
| クラヴァライレス（Clavaleyres）        | 49                   | 1.00         | 49                  |
| 合計 (11)                              | 14,507               | 87.70        | 165                 |

## 基礎自治体の変遷

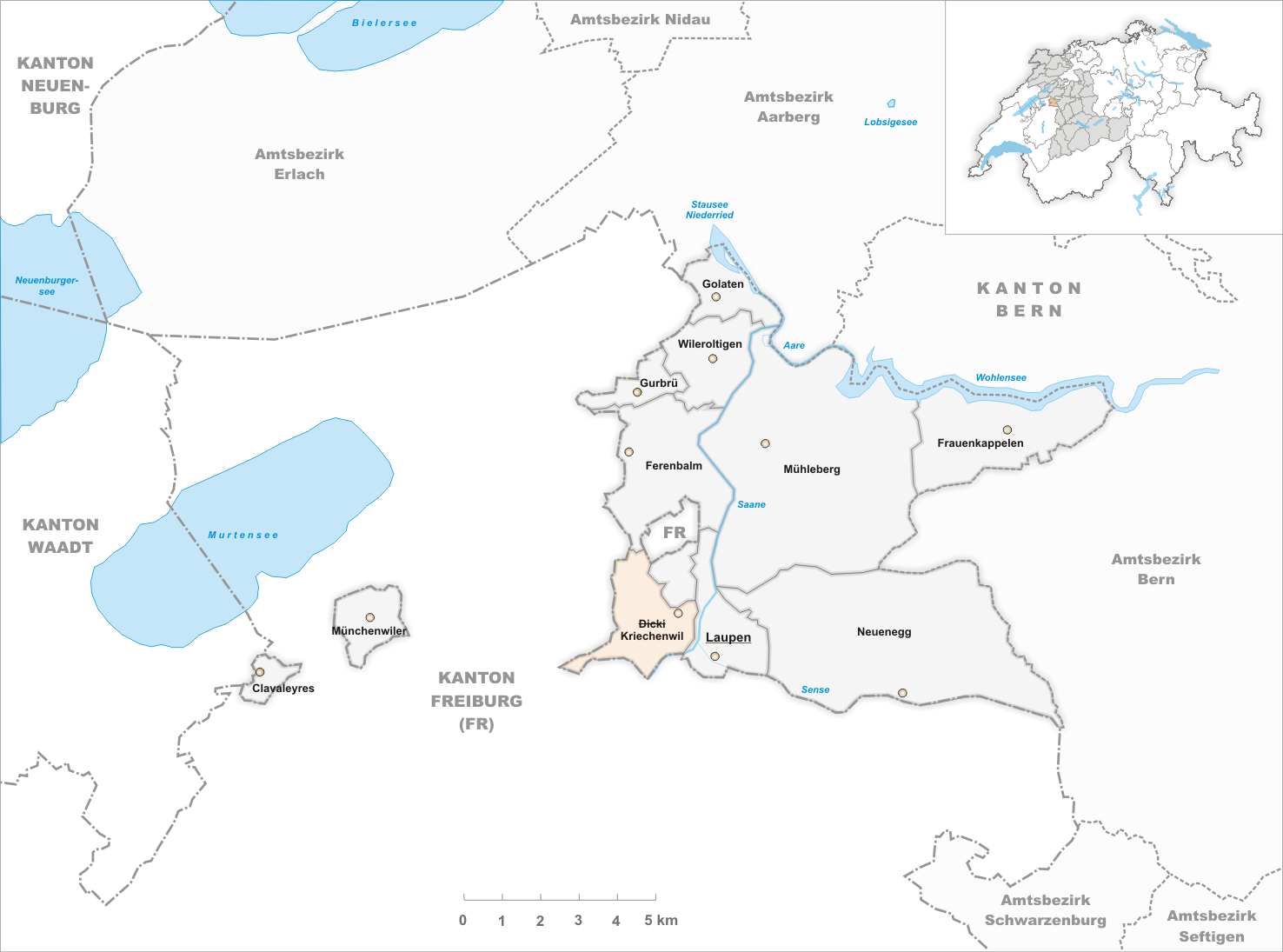
1958年までの自治体
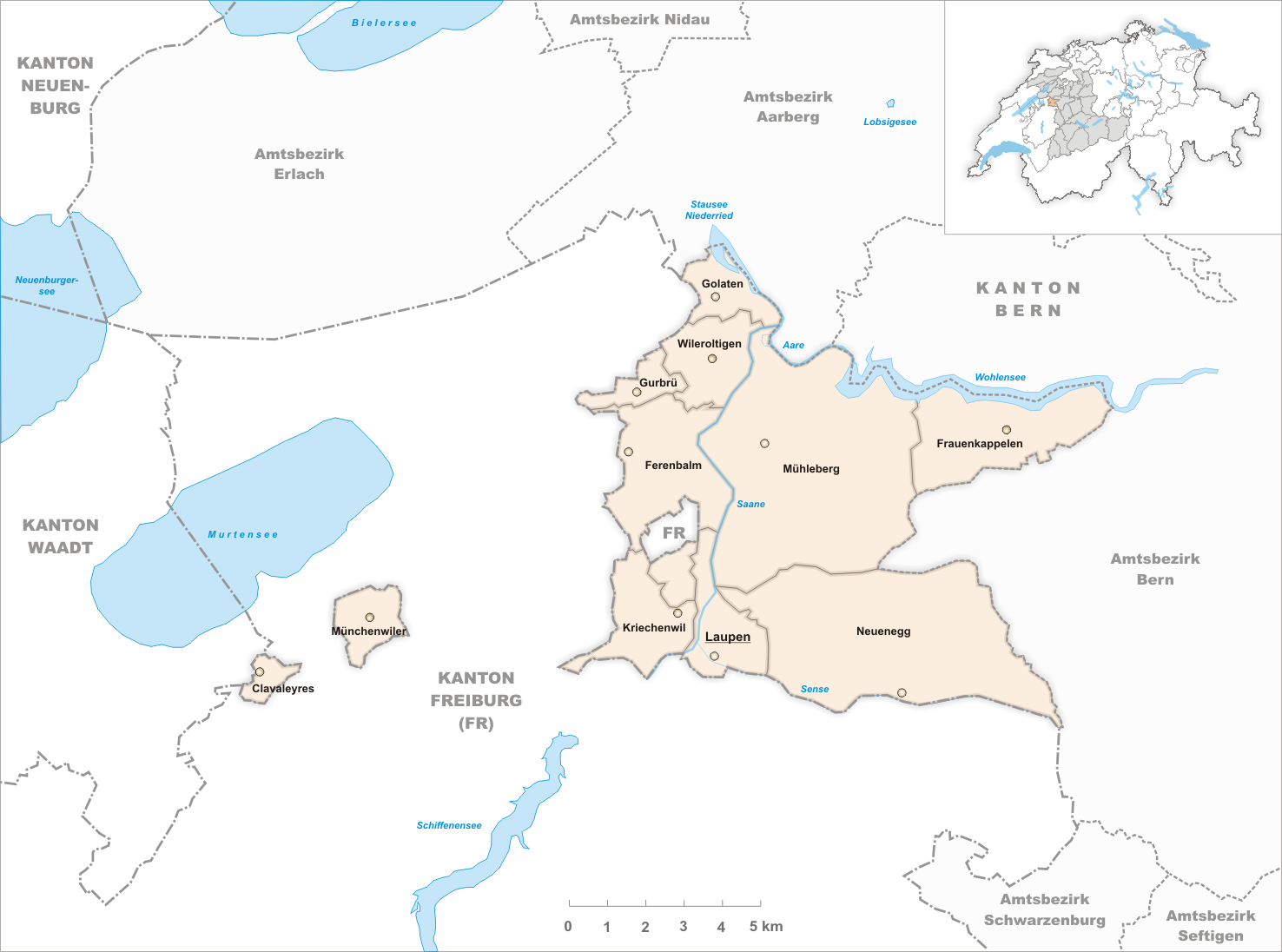
2009年までの自治体

- 1959年: ディッキ（Dicki）がクリーヒェンヴィルに改称する。
- 2010年: ラウペン郡全域がベルン＝ミッテルラント区となる。